# Archipel des Boucaniers
L'archipel des Boucaniers est un groupe d'îles situé au large de la ville de Derby dans la région de Kimberley en Australie-Occidentale.

## Géographie
L'archipel, qui couvre plus de 50 km2 est située à l’extimité du golfe du King Sound. Il est composé d'environ 800 îles dispersées entre King Sound et Collier Bay près de Yampi Sound (en). L'endroit habité le plus proche est Bardi (en) situé à environ 54 kilomètres de l'extrémité occidentale de l'archipel.
La zone connaît de grandes amplitudes de marée, de plus de 12 mètres, ce qui causa des ravages sur la flotte perlière en activité dans la région au cours du siècle dernier. Les roches constituant les îles de l'archipel ont plus de 2 milliards d'années, tout comme la côte environnante. Les îles elles-mêmes se sont formées plus récemment en raison de la hausse du niveau de la mer, créant une ria. Les roches sont des grès datés du Précambrien. Les îles sont généralement rocheuses avec de hautes falaises. En raison de leur isolement et de leur difficulté d'accès, les îles sont demeurées pratiquement intactes. Peu végétalisées, elles accueillent tout de même des parcelles de forêt tropicale, et les côtes sont bordées de mangroves.
Les propriétaires traditionnels de la région sont le groupe Mayala composé des peuples Yawijibaya et Unggarranggu, bien que les Bardis (en) aient des droits traditionnels de pêche et de ramassage de coquillages.

## Histoire
L'archipel a été nommé en 1820 par Philip Parker King d'après le boucanier et corsaire anglais William Dampier, qui a cartographié la zone en 1688.

## Liste des principales îles
| Iles                                        | Surface  | Localisation           |
| ------------------------------------------- | -------- | ---------------------- |
| Admiral Island (Australie-Occidentale) (en) |          | 16°04′00″S 123°24′06″E |
| Bathurst Island (Australie-Occidentale)     |          | 16°02′41″S 123°31′57″E |
| Bedford Islands                             |          | 16°09′29″S 123°20′11″E |
| Bruen Island                                |          | 16°04′00″S 123°22′45″E |
| Byron Island (Archipel des Boucaniers) (en) |          | 16°09′45″S 123°26′55″E |
| Caffarelli Island                           |          |                        |
| Cleft Island (Australie-Occidentale)        |          | 16°02′16″S 123°21′01″E |
| Cockatoo Island (Australie-Occidentale)     |          | 16°05′55″S 123°37′00″E |
| Fraser Island (Australie-Occidentale)       |          | 16°03′28″S 123°21′51″E |
| Goat Island (Australie-Occidentale)         |          |                        |
| Hidden Island                               | 19,7 km2 | 16°13′32″S 123°28′03″E |
| Irvine Island                               | 9 km2    | 16°04′35″S 123°32′14″E |
| King Hall Island                            |          | 16°04′52″S 123°24′29″E |
| Koolan Island                               | 27,1 km2 | 16°07′31″S 123°44′18″E |
| Long Island (Australie-Occidentale)         | 11 km2   | 16°34′26″S 123°22′11″E |
| Longitude Island                            |          | 16°03′34″S 123°24′01″E |
| Powerful Island                             |          | 16°05′57″S 123°25′50″E |
| Sunday Island (King Sound)                  | 13,3 km2 | 16°24′25″S 123°11′13″E |